# Pardugul
Pardugul is een bestuurslaag in het regentschap Samosir van de provincie Noord-Sumatra, Indonesië. Pardugul telt 638 inwoners (volkstelling 2010).